# 대결! 2040
대결! 2040은 1993년 5월 2일부터 1994년 10월 18일까지 SBS에서 방영된 예능프로그램이다.

## MC 목록
- 임백천
- 김연주
- 정원관